# 凯尔·布罗夫洛夫斯基
凯尔·布罗夫洛夫斯基（英語：Kyle Broflovski，i/broʊflɑːvskiː/；中國大陸譯凱爾台版有一集曾稱為張凱子，港譯茂利，臺譯凱子）是动画片《南方公園》的四名主角之一，英文版由馬特·斯通配音，这一角色的特点亦基本来自于馬特·斯通。最早创作于1992年的动画短片《耶稣与雪人》中，并于1997年8月13日以《南方公园》人物首次在电视上播出。由於是四人中唯一為猶太教的角色，劇情經常會聚焦在他的身份上進行諷刺或描寫，因而使這名角色受到猶太觀眾的讚譽或批判。

## 角色
生日為5月26日，血型AB型RH陰性，重量44磅（20.0公斤）。應該是紐澤西出生的猶太人（台譯則為客家人），經常戴著綠色蘇聯毛帽和穿著綠領的橘外套及綠色手套，非常討厭香蕉
。凱子一家的是猶太教的信徒。雖然沒什麼音樂細胞可是擅長籃球，也是四賤客中較為理性的。對辯論和電腦相當有一套，棒球隊中擔任二壘手。凱子和斯坦·马什是最好的朋友，兩人的交情非常深厚。與卡特曼的關係因為阿ㄆㄧㄚˇ的種族主義心理而有一些衝突，凱子與阿ㄆㄧㄚˇ的關係也是四賤客中最差的，但大致上仍然為好朋友。有一頭蓬鬆的紅髮，所以帽子幾乎都不拿下來(睡覺也是)，在S8E4中也不把帽子拿下來直接帶猶太小帽。他有一位稱為黃金先生（Mr. Hankey）的大便朋友。
每當阿尼死掉時，他會大罵：靠！你這個混蛋！在《真實之杖》裡，他扮演一位高等猶太精靈王。在浣熊俠聯盟裡，他在聯盟裡面扮演的是風箏俠。

## 性格
容易沉迷且人云亦云，跟其他三人比道德標準較高也較為冷靜理性，通常被描繪為四人中較聰明的。對事情不滿通常會直說，斯通也表示凱子是比較不耐煩的。對流行相較於其他人來得遲鈍，容易成為團體或班級裡唯一一個沒有投入某件熱潮的人，更由於他是猶太人，而使得他在很多情況下會是局外人。
常常在劇中會做出溫馨的舉動
，想像力非常豐富。
在劇集初期喜歡以暴力欺負他的弟弟艾克（Ike）（常常是用踹的），但是其實是個愛護弟弟的好哥哥，即使知道弟弟不是自己父母親生的也一樣（雖然一開始有抗拒，參閱＂Ike's Wee Wee＂ （页面存档备份，存于）

## 資料來源
1. ↑  Wills, Adam. . The Jewish Journal. 2004-09-10  [2009-05-02]. （原始内容存档于2011-06-11）.
2. ↑  Melanie McFarland. . Seattle Post-Intelligencer. 2006-10-02  [2009-05-12]. （原始内容存档于2012-09-15）.
3. ↑  Robert Bolton. . Australian Broadcasting Corporation. 1998-07-23  [2009-05-05]. （原始内容存档于2005-03-11）.
4. ↑  在第十三季第14話中提起。
5. ↑  S9E1中，可知凱子是學校最好的籃球員
6. ↑  在劇中，主要是凱子在使用電腦，查詢四賤客需要的資訊。在S11E4中也有所表現。
7. ↑  劇中他的行動經常就是因為良心不安。
8. 1 2  Arp and Johnson, pp. 213-223
9. 1 2  Raphael, Rebecca. . New Voices. May 22, 1998  [February 4, 2009]. （原始内容存档于2012年8月15日）.
10. ↑  Rennie, James and Weinstock, pp. 195-208
11. ↑  在第7季第8集中，沒有跟上熱潮。
12. ↑  Anthony C. LoBaido. . WorldNetDaily.com. 2001-02-01  [2009-05-03]. （原始内容存档于2009-01-03）.
13. ↑  Terence Blacker. . independent.co.uk. 1999-01-05  [2009-05-05]. （原始内容存档于2010-11-15）.
14. ↑  在S08E06中，主動照顧年紀比自己小的Blanket。
15. ↑  在S12E04中，曾經為了讓艾克停止罷工，找上加拿大總理。

（页面存档备份，存于））。